# Gustaf Walin
Gustaf Alrik Walin, född 4 september 1845 i Årdala församling, Södermanlands län, död 24 september 1924 i Oskarshamn, var en svensk apotekare och riksdagspolitiker. 
Walin avlade apotekarexamen 1869 och var innehavare av apoteket i Oskarshamn från 1874. Som politiker var han ledamot av riksdagens första kammare 1896-1907, invald i Kalmar läns södra valkrets.